# Ivan Črnčić
Ivan Črnčić (Ivan Crnčić) (Polje (Dobrinj), 2. svibnja 1830. - Rim, 7. siječnja 1897.) hrvatski katolički svećenik, tajnik krčkog biskupa, ravnatelj znamenitog hrvatskog Zavoda sv. Jerolima u Rimu, prvi član JAZU, danas HAZU, s otoka Krka. Pisac, slavist, filolog, arhivist, kroatist, povjesničar; u rodnome Polju otvorio drugu redovnu školu u Dobrinjštini. Prvi je priredio čitanje i izdanje darovnice slavnog Dragoslava. Objavio ju je u 1860. godine u "Zagrebačkom katoličkom listu". 1874. objavio je Ljetopis popa Dukljanina pod nazivom Popa Dukljanina ljetopis po latinsku i toga nekoliko i još nešto po hrvatsku, po prepisu popa Jerolima Kaletića.

## Životopis
Rođen je na otoku Krku 2. svibnja 1830. u selu Polju.
Bogosloviju studirao u Gorici (Gorizia). Za svećenika se zaredio 1856. godine. Studij bogoslovlja nastavio je u zavodu Augustineum u Beču, gdje je doktorirao teologiju 1861. godine.
Tajnik Krčke biskupije bio je 1861. biskupu Ivanu Josipu Viteziću.
Bio je kanonik crkve sv. Jeronima i ravnatelj Hrvatskog kaptola Zavoda sv. Jeronima u Rimu.  Dužnost ravnatelja obnašao je do smrti. Pouzdanik hrvatskim biskupima u Rimu, posebice Strossmayeru.
Bavio se istraživanjem hrvatske crkvene i kulturne povijesti. Fokusirao se na glagoljaštvo Istre i Kvarnera. U izučavanju hrvatske glagoljaške baštine odigrao je istaknutu ulogu. Do izvora je dolazio istraživanjem arhivskog gradiva koji je potom objavljivao. Objavio je mnogo monografija, studija, rasprava i članaka iz hrvatske kulturne i crkvene povijesti.
Fokusiranost na proučavanje glagoljskih epigrafskih spomenika pridonijela je njegovoj važnoj ulozi u otkrivanju Bašćanske ploče.
Od 1882. godine član je HAZU.

## Djela
- Najstarija poviest krčkoj, osorskoj, rabskoj, senjskoj i krbavskoj biskupiji (1867).[2]
- Dvie rasprave, 1868.
- Popa Dukljanina letopis po latinsku i toga nekoliko i još nešto po hrvatsku po prepisu popa Jerolima Kaletića, 1874.
- Imena Slovjenin i Ilir u našem gostinjcu u Rimu poslije 1453. godine, 1886.
- Statut Vrbanski a donekle i svega krčkog otoka (1890).[5]
- Još dvoje o slovjenskom gostinjcu u Rimu izopačeno, 1896.
- Statuta lingua croatica conscripta = Hrvatski pisani zakoni: Vinodolski, Poljički, Vrbanski a donekle i svega Krčkog otoka, Kastavski, Veprinački i Trsatski (urednici Franjo Rački, Vatroslav Jagić i Ivan Črnčić), 1890.